# Li Wenquan
Dans ce nom chinois, le nom de famille, Li, précède le nom personnel.
Li Wenquan (en chinois : 李 文全) est un archer chinois né le 18 janvier 1986 à Nanping.

## Carrière
Li Wenquan remporte la médaille de bronze par équipe aux Jeux olympiques de 2008 se déroulant à Pékin.